# Liste des chefs de gouvernement d'Albanie
Voici la liste des chefs de gouvernement d'Albanie.

## Présidents du Gouvernement
- 29 novembre 1912-22 janvier 1914 : Ismail Qemali
- 12 octobre 1913-12 février 1914 : Esat Pacha Toptani (Président du Conseil des Anciens à Durrës) (en opposition)
- 22 janvier 1914-7 mars 1914 : Fejzi Bey Alizoti (Président du Gouvernement central)
- 2 mars 1914-avril 1916 : Georgios Christaki Zographos (Président du Gouvernement provisoire en Épire) (en rébellion)

## Premiers ministres
- 15 mars 1914-3 septembre 1914 : Turhan Pacha Permeti
- 3 septembre 1914-Septembre 1914 : Qamil Musa Haxhi Feza (Président de la Commission administrative)
- Septembre 1914-5 octobre 1914 : Mustafa Bey Ndroqi (Président du Conseil général du Sénat albanais)
- 5 octobre 1914-1920 : Esat Pacha Toptani (Président du Gouvernement provisoire) (en exil à partir du 24 février 1916)
- Janvier 1916-13 novembre 1918 : August Kral (dirigeant de l'Administration civile)
- 25 décembre 1918-21 février 1920 : Turhan Pacha Permeti (à Durrës)
- 28 janvier 1920-30 janvier 1920 : Sulejman Bey Delvina (Président du Gouvernement national) (première fois)
- 27 mars 1920-14 novembre 1920 : Sulejman Bey Delvina (deuxième fois)
- 10 décembre 1920-19 octobre 1921 : Ilias Bey Vrioni (première fois)
- 19 octobre 1921-6 décembre 1921 : Pandeli Evangjeli (première fois)
- 6 décembre 1921-7 décembre 1921 : Qazim Koculi (provisoire)
- 7 décembre 1921-12 décembre 1921 : Hasan Bey Pristina
- 12 décembre 1921-24 décembre 1921 : Idhomene Kosturi (provisoire)
- 30 décembre 1921-Janvier 1922 : Omer Pacha Vrioni
- Janvier 1922-4 décembre 1922 : Xhafer Ypi
- 4 décembre 1922-5 mars 1924 : Ahmet Zogu (première fois)
- 5 mars 1924-2 juin 1924 : Shefqet Bey Verlaci (première fois)
- 2 juin 1924-16 juin 1924 : Ilias Bey Vrioni (deuxième fois)
- 16 juin 1924-26 décembre 1924 : Theofan Stilian Noli
- 26 décembre 1924-6 janvier 1925 : Ilias Bey Vrioni (troisième fois)
- 6 janvier 1925-30 janvier 1925 : Ahmet Zogu (deuxième fois)
- 10 septembre 1928-5 mars 1930 : Koço Kota (première fois)
- 5 mars 1930-22 octobre 1935 : Pandeli Evangjeli
- 22 octobre 1935-9 novembre 1936 : Mehdi Bey Frashëri (première fois)
- 9 novembre 1936-8 avril 1939 : Koço Kota (deuxième fois)
- 11 avril 1939-4 décembre 1941 : Shefqet Bey Verlaci (deuxième fois)
- 4 décembre 1941-19 janvier 1943 : Mustafa Merlika-Kruja
- 19 janvier 1943-13 février 1943 : Eqrem Bey Libohova (première fois)
- 13 février 1943-12 mai 1943 : Maliq Bushati
- 12 mai 1943- 9 septembre 1943 : Eqrem Bey Libohova (deuxième fois)
- 25 septembre 1943-24 octobre 1943 : Ibrahim Bey Biçaku
- 24 octobre 1943-3 novembre 1943 : Mehdi Bey Frashëri (deuxième fois)
- 4 novembre 1943-18 juillet 1944 : Rexhep Bey Mitrovica
- 18 juillet 1944- 29 août 1944 : Fiqri Bey Dine
- 29 août 1944-28 novembre 1944 : Ibrahim Bey Biçaku (deuxième fois)

## Présidents du Conseil des ministres
- 28 novembre 1944-23 juillet 1954 : Enver Halil Hoxha
- 23 juillet 1954-18 décembre 1981 : Mehmet Shehu
- 18 décembre 1981-22 février 1991 : Adil Çarçani

## Premiers ministres de la république d'Albanie (depuis 1991)
| Titulaire | Titulaire | Titulaire        | Parti | Mandat                                                      | Gouvernement         |
| --------- | --------- | ---------------- | ----- | ----------------------------------------------------------- | -------------------- |
|           |           | Fatos Nano       | PSSh  | 22 février – 5 juin 1991 3 mois et 14 jours                 | Nano I Nano II       |
|           |           | Ylli Bufi        | PSSh  | 5 juin – 10 décembre 1991 6 mois et 5 jours                 | Bufi                 |
|           |           | Vilson Ahmeti    | Sans  | 10 décembre 1991 – 13 avril 1992 4 mois et 3 jours          | Ahmeti               |
|           |           | Aleksandër Meksi | PDSh  | 13 avril 1992 – 11 mars 1997 4 ans, 10 mois et 26 jours     | Meksi I Meksi II     |
|           |           | Bashkim Fino     | PSSh  | 11 mars – 24 juillet 1997 4 mois et 13 jours                | Fino                 |
|           |           | Fatos Nano       | PSSh  | 24 juillet 1997 – 2 octobre 1998 1 an, 2 mois et 8 jours    | Nano III             |
|           |           | Pandeli Majko    | PSSh  | 2 octobre 1998 – 29 octobre 1999 1 an et 27 jours           | Majko I              |
|           |           | Ilir Meta        | PSSh  | 29 octobre 1999 – 22 février 2002 2 ans, 3 mois et 24 jours | Meta I Meta II       |
|           |           | Pandeli Majko    | PSSh  | 22 février 2002 – 31 juillet 2002 5 mois et 9 jours         | Majko II             |
|           |           | Fatos Nano       | PSSh  | 31 juillet 2002 – 3 septembre 2005 3 ans, 1 mois et 3 jours | Nano IV              |
|           |           | Sali Berisha     | PDSh  | 3 septembre 2005 – 15 septembre 2013 8 ans et 12 jours      | Berisha I Berisha II |
|           |           | Edi Rama         | PSSh  | Depuis le 15 septembre 2013 11 ans, 7 mois et 19 jours      | Rama I Rama II       |